# Up above our heads
Up above our heads was het tweede muziekalbum van Clouds en zette een stap in meer vrije muziek binnen de progressieve rock. Hier en daar zijn enige jazz- en jazzrockinvloeden hoorbaar (drumpartij Sing, sing, sing, een Benny Goodman-klassieker). Het album verscheen alleen in de Verenigde Staten en Canada en kreeg enkele opvullertjes van het eerste album mee. Billboard het popmuziekblad in de Verenigde Staten gaf de band de term talentvol mee. Het album was opnieuw opgenomen in de Morgan Studio onder leiding van Terry Ellis. David Palmer verzorgde opnieuw de arrangementen voor orkest. 

## Musici
- Billy Ritchie: hammondorgel, piano, gitaar, zang
- Ian Ellis: basgitaar, mondharmonica, zang
- Harry Hughes: slagwerk en trompet In the mine

## Muziek
| Nr. | Titel                           | Duur  |
| --- | ------------------------------- | ----- |
| 1.  | Imagine me (Clouds)             | 3:19  |
| 2.  | Sing, sing sing (Louis Prima)   | 13:43 |
| 3.  | Take me to your leader (Clouds) | 2:53  |

| Nr. | Titel                                                                    | Duur |
| --- | ------------------------------------------------------------------------ | ---- |
| 1.  | Carpenter (Clouds)                                                       | 4:28 |
| 2.  | Old man (Clouds)                                                         | 3:34 |
| 3.  | Big noise from Winnetka (Bob Crosby, Bob Haggart, Gil Rodin, Ray Bauduc) | 3:51 |
| 4.  | In the mine (Clouds)                                                     | 3:54 |
| 5.  | Waiter, there’s something in my soup (Clouds)                            | 7:51 |

Opvallend is de hoes; het logo lijkt erg veel op dat van Chicago.